# أكل المثيل
أكل المثيل أو القَنبليَّة (بالإنجليزية: Cannibalism)‏ هو أَكْلُ الحيِّ لحيٍّ مثله، وهو تفاعل شائع في المملكة الحيوانية، تم ملاحظته في سلوكيات أكثر من 1500 نوع.